# エルキン・トゥニヤズ
エルキン・トゥニヤズ（ウイグル語: ئەركىن تۇنىياز、Erkin Tuniyaz、1961年12月 - ）は、中華人民共和国の官僚・政治家。新疆ウイグル自治区アクス地区アクス県出身。現職は中国共産党新疆ウイグル自治区委員会副書記、新疆ウイグル自治区人民政府主席。中国共産党第19期中央委員会候補委員、第20期中央委員会委員。

## 経歴
1961年12月、新疆ウイグル自治区アクス地区アクス県で生まれる。1980年、昌吉師範教師進修学院数学学科に入学した。1983年を卒業。
大学卒業後、自身の母校である昌吉師範教師進修学院にて中国共産主義青年団委員会副書記に着任し、以後、書記と昇任した。1991年11月、新疆ウイグル自治区人事庁に入庁。1992年8月に中国共産党新疆ウイグル自治区委員会組織部へ転じて幹部総合処副処長に就任。1999年10月、同部副部長に昇任。2005年2月、ホータン地区党委員会副書記兼行署専員に転出。2008年1月、新疆ウイグル自治区党委員会常務委員兼新疆ウイグル自治区人民政府副主席に昇格。2016年10月、新疆ウイグル自治区教育工作委員会副書記を兼務。2021年9月30日、第13期新疆ウイグル自治区人民代表大会常務委員会の第29回会議で、ショハラト・ザキル主席の辞任届を受理し、エルキン・トゥニヤズを主席代行に任命することを決定した。